# Бустон (Раштский район)
Бустон (тадж. Бӯстон) — деха́ (сельский населённый пункт) в Раштском районе РРП Таджикистана. Входит в состав сельской общины (джамоата дехота) Хиджборак. Расстояние от села до центра района (пгт Гарм) — 24 км, до центра джамоата (село Хиджборак) — 4 км. Население — 243 человек (2017 г.), таджики. Население в основном занято сельским хозяйством (животноводство и растениводство). Земли орошаются главным образом водами горных источников и озером Шамар. Имеется средняя общеобразовательная школа и чайхана.